# 과대망상

편집증 현상을 보여주는 만화.

과대망상(誇大妄想, grandiose delusions, GD, delusions of grandeur, expansive delusions, megalomania)은 망상(delusion)의 아형으로, 자신이 유명하다거나 전능하다거나 부유하다거나 매우 힘이 있다거나 높은 지위에 있다고 하는 믿음을 보통 이상으로 가지는 것을 특징으로 한다. 과대망상은 종교적, 공상과학적, 초자연적인 주제도 있어, 자신이 신이나 유명인이라고 믿거나 기상천외한 재능, 성취, 초능력이 있다는 믿음을 보통을 초월하는 수준으로 가지고 있다.
일반 인구의 최소 10%는 망상적이지 않은 과다한 믿음이 이따금 발생하며 그리고 종종 한 사람의 자부심(self-esteem)에 정적(正的)으로 영향을 주지만, 일부 경우에서 이러한 것들은 고통(distress)을 야기, 이 경우 이러한 믿음은 임상적으로 정신 질환(psychiatric disorder)으로 진단될 수 있다.
임상 영역에서 정신질환으로 연구될 때, 과대망상은 다른 질환과 함께 발병한다고 알려져 왔다. 다른 질환이란 양극성 장애(bipolar disorder)의 조성상태(manic state)에 있는 환자 2/3, 조현병(schizophrenia) 환자의 절반, 흔히 자기애성 인격장애(narcissistic personality disorder)의 동반 질환으로서 나타나는 과대형(grandiose subtype) 망상장애(delusional disorder)의 환자, 약물 남용 장애(substance abuse disorder) 환자의 상당 부분이 여기에 속한다.
과대망상이라는 용어는 과대성(grandiosity)과 중첩되지만 구분되는 것이다. 과대성은 우월성, 유일성, 중요성, 불멸에 대한 감정과 같은 비상한 자존감(self-regard)이 드러나는 '태도(attitude)'이지만, 과대망상은 자신의 명성이나 부, 힘 혹은 종교적 역사적 관련성에 대하여 사실이라고 믿는 것(factual belief)과 연관된다.

## 같이 보기
- 과대성
- 교만
- 나르시시즘
- 더닝-크루거 효과
- 신 콤플렉스
- 오만 (자기애)
- 자기 고양적 편견
- 자기애성 인격장애
- 피해망상